# Häfern
Häfern este o arie protejată (arie specială de conservare — SAC, sit de importanță comunitară — SCI) din Germania întinsă pe o suprafață de 50,42 ha, integral pe uscat.

## Localizare
Centrul sitului Häfern este situat la coordonatele 52°31′41″N 9°17′49″E / 52.5281°N 9.2969°E.

## Înființare
Situl Häfern a fost declarat sit de importanță comunitară în ianuarie 2005 pentru a proteja 1 specie de animale. Situl a fost protejat și ca arie specială de conservare în iunie 2008.

## Biodiversitate
Situată în ecoregiunea atlantică, aria protejată conține 2 habitate naturale: Păduri de fag Luzulo-Fagetum, Păduri acidofile de stejar bătrân cu Quercus robur pe câmpii nisipoase.
La baza desemnării sitului se află o specie protejată de  nevertebrate: rădașcă (Lucanus cervus).